# Georges Cadiou
Pour les articles homonymes, voir Cadiou.
Georges Cadiou est un journaliste et écrivain français. Grand reporter à Radio France jusqu'en 2010, sa voix est notamment connue pour avoir commenté les grands événements sportifs. Homme politique proche de l'Union démocratique bretonne (UDB), il est élu sous cette étiquette adjoint au maire de Quimper de 2008 à 2014.

## Biographie
Georges Cadiou est né le 10 mars 1951 à Brest (Léon, Finistère) dans une famille originaire du Huelgoat. Son père, Prosper Cadiou (1926-1969), était un ancien cultivateur qui travailla ensuite à la SNCF, tout comme sa mère, née Yvonne Le Scraigne en 1928. Après des études de droit à l'université de Rennes I, il fait son service militaire dans les Antilles françaises et en Guyane. Il est marié à Eliane Faucon-Dumont, journaliste au Télégramme.

## Vie professionnelle
Après avoir travaillé pour la revue sportive Miroir Sprint, Georges Cadiou commence sa carrière de journaliste en 1972 en intégrant la rédaction quimpéroise du Télégramme. En 1982, il entre à Radio France comme grand reporteur à France Bleu Breizh Izel, la station locale de Basse-Bretagne basée à Quimper. S'il couvre aussi l'actualité générale et des événements marquants comme les récents conflits en Bosnie et en Algérie, c'est dans le sport particulièrement que l'auditeur retrouve la voix de Georges Cadiou : il compte à son actif une dizaine de Tours de France, plusieurs Paris-Roubaix, des championnats du monde cyclistes au Colorado, en Norvège, en Sicile ou encore en Autriche, les grandes épreuves de voile comme la Route du Rhum, les transats AG2R, Jacques-Vabre, la Transat anglaise ou la Solitaire du Figaro. Il suit également les épreuves internationales d'athlétisme et de natation et de nombreux matches de football (plus de 1300 matches de 1re et 2e division commentés en direct).
Journaliste de radio avant tout, Georges Cadiou collabore aussi, et tout au long de sa carrière, avec d'autres médias de presse écrite : des magazines comme Ar Men, Le Peuple breton ou Sport Breizh, des journaux comme Bretagne Hebdo ou Le Canard de Nantes à Brest. Il a également écrit pour Bretagne-Île-de-France, la revue de l'Union des sociétés bretonnes d'Île-de-France (USBIF) dont il a été secrétaire général en 1975. Georges Cadiou quitte le journalisme professionnel en 2010.
Ses travaux sur le mouvement breton sont cités par l'universitaire Marc Bergère comme faisant partie de ceux qui ont « enrichi » la « connaissance scientifique de la période », aux côtés de ceux de Michel Denis, Henri Fréville, et Kristian Hamon

## Publications
Georges Cadiou est également auteur. Il est connu pour avoir signé plusieurs ouvrages et documentaires sur l'histoire de Bretagne et sur le sport.

## Ouvrages sur le sport
- En collaboration : "L'Encyclopédie mondiale des Jeux Olympiques", Éditions Vaillant-Miroir Sprint, Paris, 1979-80
- "Les Grandes Heures du Cyclisme breton" Éditions Ouest-France, Rennes, 1981
- "Les Grandes Heures du Football Breton" Éditions Ouest-France, Rennes, 1982
- "Les Grands du Cyclisme breton" Keltia-Graphic, Spézet, 1990
- "Dieux et déesses, les Grands de l'Athlétisme mondial", Messidor, Paris, 1991
- "Les Origines des Sports en Bretagne et dans les Pays Celtiques", Skol Vreizh, 1995
- "La Grande Histoire de l'Athlétisme en Bretagne", Éditions du Télégramme,1997
- "La Grande Histoire du Football en Bretagne", Liv'Éditions, Le Faouët, 1998
- "Toutes les cultures de Bretagne" (chapitre sur les sports contemporains), Éditions Skol Vreizh, Morlaix, 2004
- "Les Grands Cyclistes Bretons", Éditions Alan Sutton, 2005
- "Les Grands Noms du Football Breton", Éditions Alan Sutton, 2006
- "Les Grands Skippers", Éditions Alan Sutton, 2007
- "Les Grands du Sport Breton", Éditions Apogée, Rennes, 2007
- "Les Grands Duels du Cyclisme", Éditions Alan Sutton, 2008
- "Huelgoat et les Monts d'Arrée, les rebelles de la montagne" (avec Eliane Faucon-Dumont), Éditions Alan Sutton, 2008
- "La belle histoire du Stade Brestois", Editions Alan Sutton, 2010
- Les Pionniers du cyclisme breton. De 1869 à 1939, Lopérec (Finistère), éd. Locus Solus, coll. « Récits, histoire », mai 2015, 224 p., 14,5 × 20,5 cm (ISBN 978-2-36833-080-7, présentation en ligne)
- Huelgoat : Chaos des merveilles (avec E. Faucon-Dumont), Lopérec (Finistère), éd. Locus Solus, coll. « Guides Milles », juillet 2015, 64 p., 14 × 21 cm (ISBN 978-2-36833-085-2, ISSN 2417-176X)
- En Avant de Guingamp. Mémoires d’un club Éditions Wartberg mai 2016
- Le Stade Rennais. Mémoires d’un club, Éditions Wartberg mai 2016
- Le FC Nantes. Mémoires d’un club, Éditions Wartberg octobre 2016
- Le FC Lorient. Mémoires d’un club, Éditions Wartberg octobre 2016
- Le Stade Brestois. Mémoires d’un club, Éditions Wartberg octobre 2016
- Le Grand Dictionnaire du cyclisme breton[3], éditions Cristel, Saint-Malo, 2021.

## Ouvrages historiques
- "L'Hermine et la Croix gammée. Le mouvement breton et la Collaboration", Éditions Mango, Paris, 2001  (ISBN 2-914353-065)(réédition revue, augmentée et corrigée, en format poche, aux éditions Apogée, Rennes, 2006)
- Emsav, dictionnaire critique, historique et biographique : le mouvement breton de A à Z, Spézet, Coop Breizh, mars 2013, 368 p., 15,5 × 24 x 3,6 cm (ISBN 978-2-84346-574-1, présentation en ligne)
- La Gauche et la Revendication bretonne, Fouesnant, éd. Yoran Embanner, coll. « Politikerezh », mars 2015, 210 p., 13 × 19 cm (ISBN 978-2-916579-80-1)
- "Marcel Cachin, un Breton émancipé dans les tourments du XXe siècle", Fouesnant, Yoran embanner, 2021.
- "La Presse bretonne dans la collaboration, 1940-1944", Fouesnant, Yoran embanner, 2022.

### Films documentaires
- Une série sur les grandes heures du sport breton avec Hubert Béasse pour TV Breizh, 2002
- Un documentaire sur Bernard Hinault : le cyclisme est un sport de combat, avec Hubert Béasse pour France 3
- Un documentaire sur le mouvement breton et la Collaboration, avec Hubert Béasse pour France 3

## Engagement politique
Militant au Parti communiste martiniquais (PCM) et au Parti communiste français (PCF) dans les années 1970, Georges Cadiou quitte ce dernier en 1979, au moment de l'invasion soviétique de l'Afghanistan et de l'affaire de Plogoff. Il se rapproche de l'Union démocratique bretonne (UDB) en 2004, année où le parti autonomiste accède au conseil régional de Bretagne. S'il n'est « pas toujours en total accord » avec le parti, le journaliste voit dans l'UDB « un mouvement qui apporte des idées neuves en politique ». C'est sous cette étiquette qu'il est élu, en mars 2008, adjoint au maire de Quimper chargé des politiques publiques de l'eau. Côté syndical, Georges Cadiou est membre du Syndicat national des journalistes CGT (SNJ-CGT). Il a également été à la fin de sa carrière secrétaire du comité d'entreprise de Radio France pour le Grand Ouest.
De juin 2008 à février 2011, Georges Cadiou est élu président de l'Association des élus progressistes de Bretagne (AEPB). Le 7 mars 2012, il devient président du Sivalodet, le syndicat intercommunal qui réunit 26 communes du bassin versant de l’Odet située dans la région de Quimper.
En mai 2013, Georges Cadiou annonce qu'il ne représentera pas l'Union démocratique bretonne aux élections municipales de mars 2014 à Quimper. Il précise : « Je me suis efforcé de représenter au mieux, et dans des conditions parfois difficiles, ce courant de la gauche bretonne dont je me réclame et que je continuerai à défendre quelles que soient les circonstances futures ». Sans évoquer son éventuel ralliement à une autre composante de la majorité municipale quimpéroise, il quitte le parti en novembre 2013 et annonce « je ne serai pas absent des prochains combats électoraux ». En mars, Georges Cadiou est candidat divers gauche sur la liste menée par le maire sortant Bernard Poignant (PS), liste qui perdra les élections face à celle de Ludovic Jolivet (UMP).